# Paranemastoma kaestneri
Paranemastoma kaestneri is een hooiwagen uit de familie aardhooiwagens (Nemastomatidae). De originele naamcombinatie (protoniem) was Nemastoma kastneri Roewer, 1951. Een volgende naamrecombinatie werd gepubliceerd als Paranemastoma kastneri (Roewer, 1951) in Schönhofer 2013.